# Frank Lewis
Pour les articles homonymes, voir Lewis.
Frank Lewis, né en 1939, est un administrateur de société de télédiffusion et un homme politique canadien. Il est lieutenant-gouverneur de l'Île-du-Prince-Édouard de 2011 à 2017.
Il prête serment officiellement le 15 août 2011.